# Rausjärvi
Rausjärvi är en sjö i Lojo stad i Finland.   Den ligger i landskapet Nyland, i den södra delen av landet, 60 km nordväst om huvudstaden Helsingfors. Rausjärvi ligger 93 meter över havet. Arean är 61,7 hektar och strandlinjen är 5,93 kilometer lång. Sjön  ingår i Karisåns huvudavrinningsområde.   I omgivningarna runt Rausjärvi växer i huvudsak blandskog.